# Chomper
Chomper is een Amerikaanse rockband. De band bestaat uit Mark Shue (Beech Creeps, ESP Ohio, Guided by Voices), Nick Chiericozzi (Dream Police, The Men), Russell Hymowitz (Dream Police, Highway Gimps) en Mark Perro (Dream Police, The Men). In 2017 verscheen het debuutalbum Medicine mountain op het New Yorkse label Iron Pier.
De bandleden leerden elkaar kennen tijdens een festival in Parijs in 2015 waar ze allen optraden. Hoewel Shue nooit eerder contact had met Chiericozzi en Perro, hadden ze in Hymowitz een gezamenlijke vriend. Eenmaal terug in New York hielden ze contact. Shue wilde al langer een muzikaal project starten onder de naam Chomper en zag in een samenwerking met Chiericozzi, Hymowitz en Perro een kans om daar invulling aan te geven. Op 10 november 2017 werd het debuutalbum Medicine mountain uitgebracht op lp. Ook is het album uitgebracht als download en stream. Het album werd in een dag op 2"-magneetband opgenomen. De productie werd verzorgd door Travis Harrison (ESP Ohio, Guided by Voices). De single I wanna die verscheen voor het eerst op 13 september 2017.

## Discografie
- Medicine mountain, 2017